# L'últim boy scout
L'últim boy scout (títol original: The Last Boy Scout) és una pel·lícula estatunidenca dirigida per Tony Scott, estrenada l'any 1991.Ha estat doblada al català.

## Argument
Joe Hallenbeck, antic agent dels serveis secrets, ha esdevingut un detectiu privat alcohòlic treballant pel seu millor amic, Mike Matthews, que se'n va al llit amb la seva dona.
Mike li proposa una missió: protegir una stripteaseuse anomenada Cory. Just després d'haver-li donat els detalls, Mike mor en una explosió del seu cotxe, davant d'en Joe.
Mentre vigila Cory, Hallenbeck coneix el seu company, Jimmy Dix, antic futbolista cocainoman. A la sortida, assassinen Cory davant de Dix i Hallenbeck. S'uneixen per descobrir les raons d'aquest homicidi: Joe per professionalisme, Jimmy per venjar la seva companya. Descobreixen una conspiració al món del futbol que implica els dos homes més poderosos de Califòrnia.

## Repartiment
- Bruce Willis: Joe Hallenbeck
- Damon Wayans: James « Jimmy » Alexander Dix
- Halle Berry: Cory
- Bruce McGill: Mike Matthews
- Kim Coates: Chet
- Chelsea Field: Sarah Hallenbeck
- Noble Willingham: Sheldon "Shelly" Marcone
- Taylor Negron: Milo
- Danielle Harris: Darian Hallenbeck
- Badja Djola: Alley Thug
- Chelcie Ross: el senador Calvin Baynard
- Joe Santos: el tinent Benjamin Bessalo
- Clarence Felder: McCoskey
- Tony Longo: Big Ray Walston
- Frank Collison: Pablo
- Lynn Swann: ell mateix

## Producció

### Gènesi i desenvolupament
La història va ser desenvolupada per Shane Black i Greg Hicks. El guió de Shane Black després es va vendre per 1,75 milions de dòlars a la Warner Bros., que a l'època era un rècord. Serà tanmateix « destronada » només dos mesos més tard pel d'Instint bàsic escrit per Joe Eszterhas.
El film va ser produït per Joel Silver, que ja havia produït un film escrit per Shane Black, Arma letal (1987). D'altra banda, el diàleg entra Joe i Jimmy en el cas del pantaló de 650 $ prové d'una escena no utilitzada d'Arma letal. En un principi, la filla de Roger Murtaugh porta un vestit molt car per la Nit de cap d'any i li demana « It doesn't have a little TV in it? » (« No hi té una tele a dins? »), i Murtaugh respon « 'I am very old ».

### Repartiment dels papers
El paper de Jimmy Dix va ser proposat a Mel Gibson, mentre que el primer paper havia de tornar a Jack Nicholson.

### Rodatge
El rodatge va tenir lloc de l'11 de març al 2 de juny de 1991, a Califòrnia, sobretot a Los Angeles (Memorial Coliseum, Pacific Palisades), però igualment a Beverly Hills, Long Beach, San Diego, West Hollywood, San Marino.

### Música
La música del film va ser composta per Michael Kamen. El compositor explica que va odiar el film quan el va veure; va acceptar de treballar només per amistat amb Bruce Willis i Joel Silver.
Bill Medley interpreta la cançó Friday Night's A Great Night For Futbol, escrita per Steve Dorff i John Bettis. Si la cançó es va editar en single per Curb Rècords l'any 1991, la banda original no sortirà fins al 2015 en La-La Land Rècords.

## Acollida critica i comercial
L'últim boy scout va trobat una acollida critica mitigada des de la seva sortida en sales: 44% dels 32 comentaris recaptats pel lloc Rotten Tomatoes són positius, amb una mitjana de 5,3/10 i una mitjana de 2,2/5 en el lloc AlloCiné, que ha recollit 4 comentaris.
El director Tony Scott ha confessat que la producció del film havia estat molt desagradable per ell, sobretot per l'actitud de Joel Silver i Bruce Willis que el forçaven a rodar escenes d'una certa manera amb l'amenaça de ser acomiadat. Joel descriurà aquest rodatge com l'una dels pitjors experiències de la seva vida.